# Пакрафт

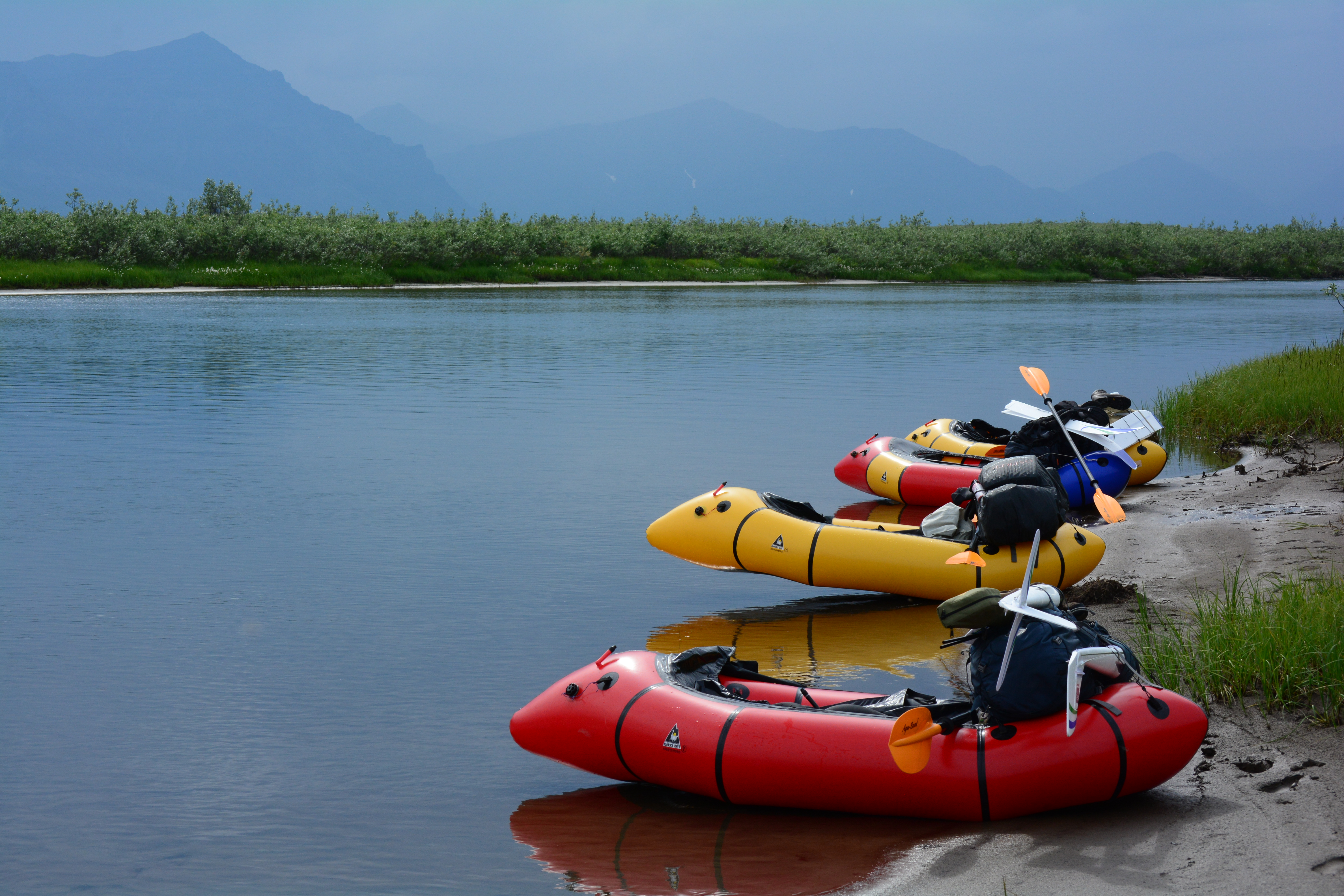
Пакрафты на реке Анактувук, Аляска

Пакрафт (от англ. packraft, от pack — «упаковывать» и raft — «плот») — лёгкая и компактная (в сложенном виде) надувная лодка, без труда переносимая одним человеком и предназначенная для использования в любых водоёмах, включая возможность сплава по бурной воде и плавания по морским заливам и фьордам. Пакрафт в сочетании с разборным веслом, спасательным жилетом, одеждой и туристическим снаряжением остаётся достаточно лёгким и компактным для переноски на большие расстояния в туристических походах, а также для размещения на велосипеде.
Как правило, пакрафт весит менее 4 кг и рассчитан на одного пассажира, приводится в движение разборным 4—5-частным двухлопастным веслом из сидячего положения.
Из английского языка в русский пришли термины «пакрафтинг» (плавание на пакрафте) и «байкрафтинг» (поход на велосипеде с пакрафтом).

## Основоположники

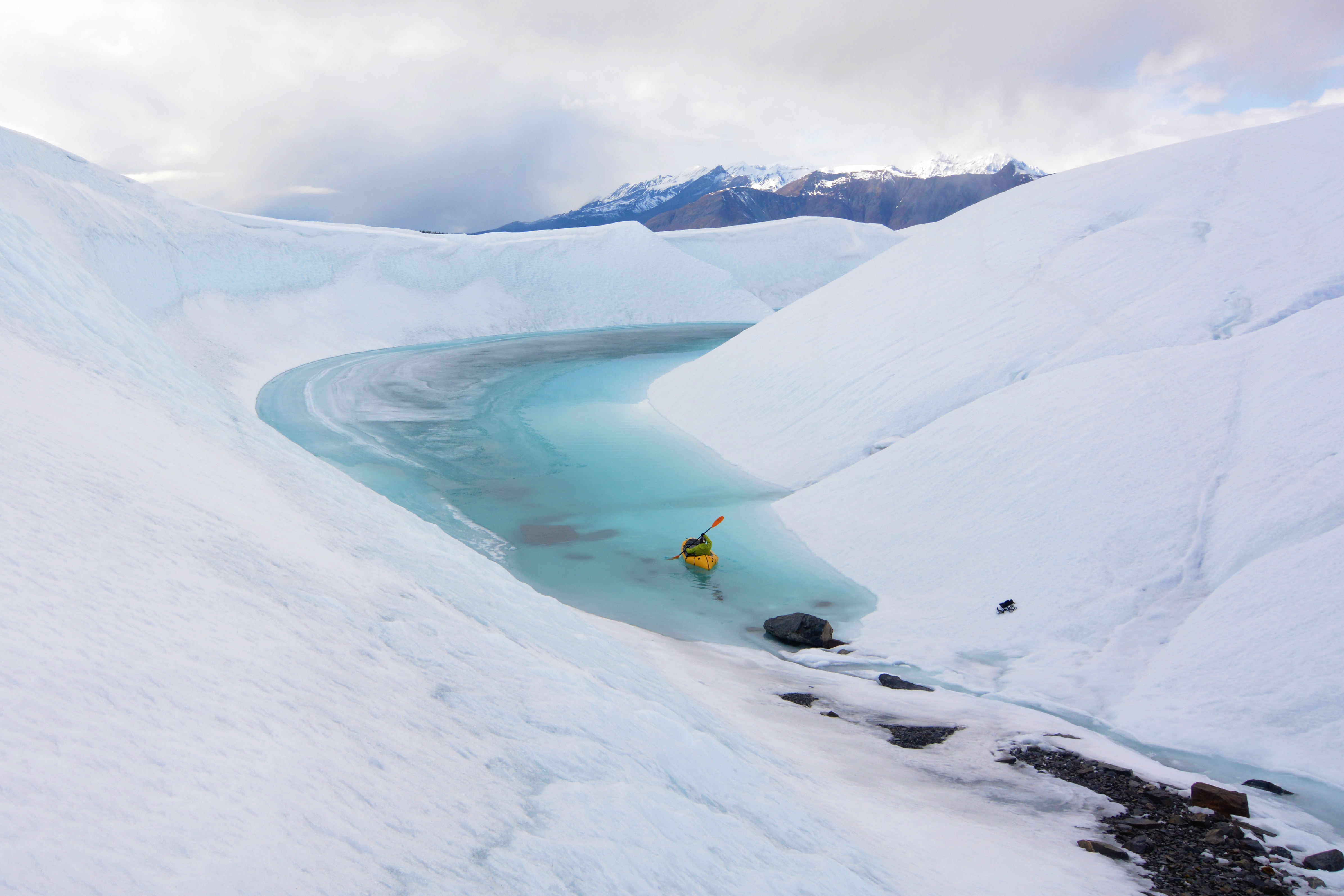
Пакрафт в ледяном каньоне, ледник Матануска, Аляска

В 1840-х годах Питер Халкетт сконструировал лодку собственной оригинальной конструкции для британских исследователей в Арктике, эта лодка обладала некоторыми отличительными признаками пакрафта.
Первое задокументированное применение пакрафта состоялось в 1952 году, когда Дик Гриффит использовал пакрафт для сплава по реке Урике Медного каньона (Чиуауа, Мексика), после чего он представил пакрафт широкой публике в приключенческой гонке Alaska Mountain Wilderness Classic в 1982 году. К настоящему времени пакрафт стал стандартным снаряжением в этой гонке.
С того времени пакрафты производились множеством компаний, включая Sherpa, Curtis и American Safety. Для кустарного изготовления пакрафтов также использовались авиационные спасательные плоты или лёгкие игрушечные и пляжные лодки. Неудобство и ненадёжность таких конструкций в конечном счёте привели к формированию основ конструкции современного пакрафта.

## Современное применение
Аляска считается родиной пакрафтинга, поскольку автономные туристические походы по этому региону зачастую требовали использования лёгкой переносной лодки. Из США мода на пакрафтинг распространилась по различным регионам мира. В России пакрафты применяются для комбинированных туристических походов (в том числе с длительными автономными участками), в частности, на плато Путорана, а также для походов выходного дня, сплавов по бурной воде и в прикладных целях (охота, рыбалка).
Со своего появления пакрафты применялись в качестве портативных лодок для длительных автономных походов, например, в экспедиции Хигмана-МакКиттрика на 4500 миль (7240 км) вдоль Тихоокеанского побережья США от Сиэтла до Алеутских островов. Другой распространённый способ применения пакрафтов — походы выходного дня, сочетающие элементы пешего, водного и велосипедного туризмов, а также пересечение водных преград.
В большинстве случаев пакрафты применяются на гладкой воде с несложными водными препятствиями (до II класса). В то же время, ряд сложных порогов (до V класса, в зависимости от полноводности), которые раньше считались проходимыми только для каяков и рафтов, могут быть пройдены и на пакрафтах. Оснащённый для бурной воды пакрафт позволяет совершать эскимосский переворот. Помимо этого, пакрафты популярны среди рыболовов, охотников, и туристов, путешествующих на самолётах.

## Разновидности

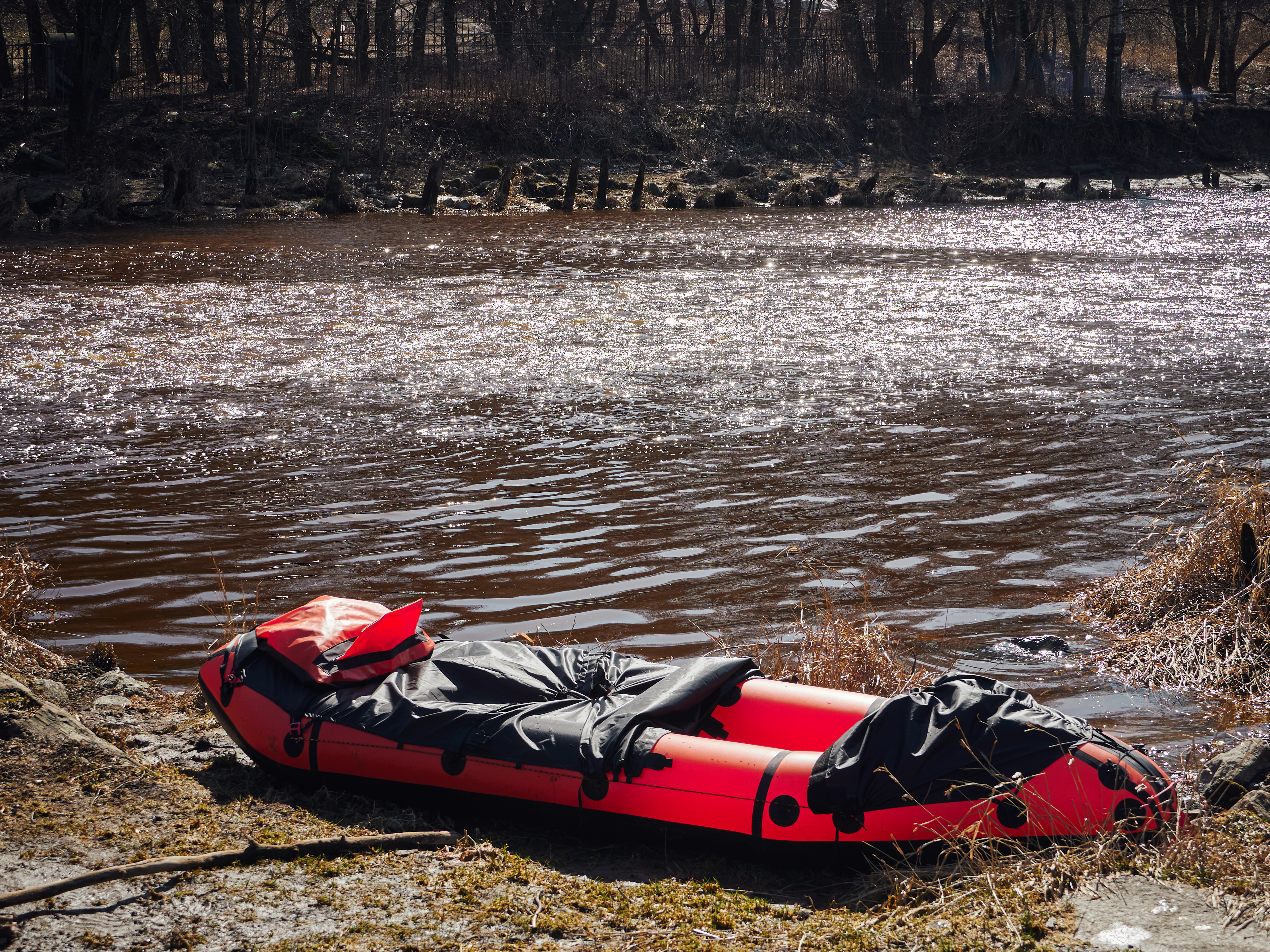
Двухместный пакрафт на реке Охта (Санкт-Петербург)

Современные пакрафты выпускаются в различных вариантах конструкции из различных материалов. Серийно выпускаемые модели варьируются от недорогих лодок из ПВХ ткани до лодок высокого уровня из нейлоновой ткани с ТПУ-покрытием или арамидной ткани, стоимость которых превышает 1000 долларов США.
По своему предназначению пакрафты можно разделить на несколько категорий:
- Для пеших походов. Основная задача судна в таких походах — переправы через реки и озёра. Для таких лодок характерны сверхмалый вес и компактность.
- Для экспедиций. Это наиболее универсальный класс пакрафтов, которые подойдут для продолжительных пеше-водных- и вело-водных походов с возможностью сплава по бурной воде. Для таких лодок характерны малый вес, компактность, достаточный размер для размещения рюкзака и/или велосипеда, надёжность, возможность установки фартука для защиты от брызг.
- Для сплава по бурной воде. Для таких лодок характерны устойчивость, прочность, наличие деки и упоров, служащих для улучшения контроля над лодкой.

В зависимости от длины кокпита, пакрафты могут предназначаться для перевозки одного или двух человек, однако двухместные модели выпускаются малым числом производителей.

## Особенности

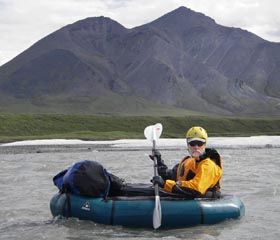
При гребле на пакрафте используется двухлопастное весло

Необходимо отличать пакрафты от игрушечных/пляжных лодок и обычных надувных лодок:
- В отличие от игрушечных/пляжных лодок, пакрафт может применяться на открытой воде, а также для сплавов по бурным рекам. Надёжность и ремонтопригодность пакрафта достаточна для длительных автономных сплавов по безлюдной местности.
- В отличие от обычных надувных лодок и байдарок, пакрафт достаточно лёгок для того, чтобы переноситься одним человеком в течение длительного времени дополнительно к основному набору туристического снаряжения и припасов. Масса пакрафта в 2…4 кг (без дополнительных принадлежностей — вёсел, спасательного жилета) допускает его удобную переноску в длительных пеших и велосипедных походах.

Для применения в экспедициях пакрафты могут оснащаться системой хранения вещей внутри баллонов на основе герметичной молнии TiZip Superseal.
Для эксплуатации в условиях бурной воды пакрафты оснащаются декой с юбкой, защищающей от заливания (либо системой самоотлива), а также коленными и пяточными упорами для улучшения контроля над судном.
Масса полного комплекта снаряжения для бурной воды, включающего пакрафт с бедренными упорами, фартуком и юбкой, спасательный жилет, весло, одежду для сплава (например, гидрокостюм), мешок для надувания, шлем, рюкзак, и гермоупаковку, составляет около 7 кг. В большинстве случаев пакрафты надуваются с помощью специальных лёгких мешков-насосов, хотя существует возможность надувания ртом или электрическим насосом.

## Применение

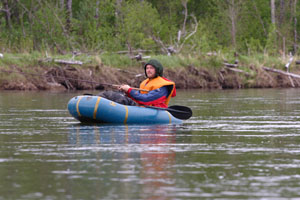
Рыбалка с пакрафта

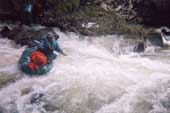
Сплав по реке с рюкзаком, закреплённым на баллонах

Малые массогабариты и возможность лёгкой переноски пакрафта обусловливают различные применения:
- Переправы через реки[10]
- Сплав по бурной воде (до IV класса сложности)[10]
- Рыбалка[10]
- Водный туризм[11]
- Приключенческие гонки[5]
- Переходы по открытой воде[12]
- Длительные автономные путешествия[13]
- Охота[14]
- Сплав по каньонам[15]
- Перевозка на авиационном транспорте[15]
- Скалолазание в труднодоступной местности[16]